# کالکان‌دره
کالکان‌دره (به ترکی استانبولی: Kalkandere) یک منطقهٔ مسکونی و شهرستان در ترکیه است که در استان ریزه واقع شده‌است. کالکان‌دره - ۱٬۰۰۰ متر بالاتر از سطح دریا واقع شده‌است.